# Lars Wichert
Lars Wichert (Berlín, 28 de noviembre de 1986) es un deportista alemán que ha competido en remo y triatlón.
Ganó cinco medallas en el Campeonato Mundial de Remo entre los años 2009 y 2012, y una medalla de bronce en el Campeonato Europeo de Remo de 2016. Además, obtuvo dos medallas de plata en el Campeonato Mundial de Remo de Mar, en los años 2018 y 2019.
Tras su retirada del remo, comenzó a competir en triatlón, disputando carreras de Ironman en categoría sénior.

## Palmarés internacional
| Campeonato Mundial | Campeonato Mundial        | Campeonato Mundial | Campeonato Mundial        |
| Año                | Lugar                     | Medalla            | Prueba                    |
| ------------------ | ------------------------- | ------------------ | ------------------------- |
| 2009               | Poznań (Polonia)          | Medalla de plata   | Cuatro scull ligero       |
| 2010               | Cambridge (Nueva Zelanda) | Medalla de oro     | Cuatro scull ligero       |
| 2010               | Cambridge (Nueva Zelanda) | Medalla de oro     | Ocho con timonel ligero   |
| 2011               | Bled (Eslovenia)          | Medalla de bronce  | Dos sin timonel ligero    |
| 2012               | Plovdiv (Bulgaria)        | Medalla de oro     | Ocho con timonel ligero   |
| Campeonato Europeo |                           |                    |                           |
| Año                | Lugar                     | Medalla            | Prueba                    |
| 2016               | Brandeburgo (Alemania)    | Medalla de bronce  | Cuatro sin timonel ligero |